# Krîve Ozero, Ucraina
Krîve Ozero (în ucraineană Криве Озеро) este așezarea de tip urban de reședință a raionului Krîve Ozero din regiunea Mîkolaiiv, Ucraina. În afara localității principale, nu cuprinde și alte sate.
Localitatea a făcut parte din Guvernământului Transnistriei (1941-1944), când a purtat numele "Crivoe-Oziero".

## Demografie
Componența lingvistică a așezării de tip urban Krîve Ozero
     Ucraineană (96,95%)
     Rusă (2,09%)
     Alte limbi (0,53%)
Conform recensământului din 2001, majoritatea populației așezării de tip urban Krîve Ozero era vorbitoare de ucraineană (96,95%), existând în minoritate și vorbitori de rusă (2,09%).